# Listă de filme cu subiecte LGBT
În următoarele tabele sunt listate producții cinematografice care au ca subiect comunitatea LGBTI sau care prezintă personaje aparținând acestei comunități. Filmele sunt listate în ordinea apariției lor.
LGBT (1): motivul pentru care filmul este citat în aceasă listă:
- P = cel puțin un personaj principal este LGBTI (mențiune suplimentară: acesta/aceasta/aceștia/acestea sunt lesbiană, gay, bisexual/ă, transsexual/ă, interssexual/ă);
- S = cel puțin un personaj secundar este LGBTI (mențiune suplimentară: acesta/aceasta/aceștia/acestea sunt lesbiană, gay, bisexual/ă, transsexual/ă, interssexual/ă);
- H/h = homosexualitatea este temă principală sau idee tratată în mod implicit prin simplă mențiune, cu conținut homoerotic, sau sunt prezentate homofobia, discriminarea împotriva persoanelor LGBTI  etc. (mențiunea de "H" reprezentând homosexualitatea ca temă majoră, iar mențiunea de "h" reprezentând homosexualitatea ca temă minoră).

## Filme artistice

### Anii 2010
| Film                              | Regizor                       | Data lansării                     | Actori                                                                                        | Note | Note       | Note            | Premii                   | Premii                   | Premii                    | Premii                   | LGBT (1) |
| Film                              | Regizor                       | Data lansării                     | Actori                                                                                        | IMDb | Metacritic | Rotten Tomatoes | Oscar                    | Globul de Aur            | BAFTA                     | Cannes                   | LGBT (1) |
| --------------------------------- | ----------------------------- | --------------------------------- | --------------------------------------------------------------------------------------------- | ---- | ---------- | --------------- | ------------------------ | ------------------------ | ------------------------- | ------------------------ | -------- |
| 120 battements par minute         | Robin Campillo                | 20 mai 2017 (Cannes)              | Nahuel Pérez Biscayart, Arnaud Valois, Adèle Haenel                                           | 7,6  | 84         | 99%             |                          |                          |                           | 4 premii, 1 nominalizare | H.       |
| Atomic Blonde                     | David Leitch                  | 12 martie 2017 (SXSW)             | Charlize Theron, James McAvoy, John Goodman, Sofia Boutella                                   | 6,7  | 63         | 75%             |                          |                          |                           |                          | P. b.    |
| Beauty and the Beast              | Bill Condon                   | 23 februarie 2017 (Spencer House) | Emma Watson, Dan Stevens, Luke Evans, Ewan McGregor, Ian McKellen, Emma Thompson              | 7,3  | 65         | 70%             |                          |                          |                           |                          |          |
| Una mujer fantástica              | Sebastián Lelio               | 12 februarie 2017 (Berlin)        | Daniela Vega, Francisco Reyes                                                                 | 7,5  | 94         | 90%             | 1 nominalizare           | 1 nominalizare           |                           |                          | P. t.    |
| Call Me by Your Name              | Luca Guadagnino               | 22 ianuarie 2017 (Sundance)       | Armie Hammer, Timothée Chalamet                                                               | 8,3  | 93         | 96%             | 4 nominalizări           | 3 nominalizări           | 4 nominalizări            |                          | H.       |
| Moonlight                         | Barry Jenkins                 | 2 septembrie 2016 (Telluride)     | Mahershala Ali, Shariff Earp, Naomie Harris                                                   | 7,5  | 99         | 98%             | 3 premii, 5 nominalizări | 1 premiu, 5 nominalizări | 4 nominalizări            |                          | H.       |
| Grave                             | Julia Ducournau               | 14 mai 2016 (Cannes)              | Garance Marillier, Ella Rumpf, Rabah Nait Oufella                                             | 7,4  | 81         | 91%             |                          |                          |                           | 1 premiu, 3 nominalizări |          |
| Neighbors 2: Sorority Rising      | Nicholas Stoller              | 26 aprilie 2016 (Berlin)          | Seth Rogen, Zac Efron, Rose Byrne, Chloë Grace Moretz, Dave Franco, Selena Gomez              | 5,7  | 58         | 62%             |                          |                          |                           |                          |          |
| Dirty Grandpa                     | Dan Mazer                     | 22 ianuarie 2016                  | Robert De Niro, Zac Efron                                                                     | 6,0  | 21         | 11%             |                          |                          |                           |                          |          |
| Legend                            | Brian Helgeland               | 9 septembrie 2015                 | Tom Hardy, Emily Browning, David Thewlis, Christopher Eccleston                               | 7,2  | 55         | 61%             |                          |                          |                           |                          | P. g.    |
| The Danish Girl                   | Tom Hooper                    | 5 septembrie 2015 (Veneția)       | Eddie Redmayne, Alicia Vikander                                                               | 7,0  | 66         | 72%             | 1 premiu, 3 nominalizări | 3 nominalizări           | 5 nominalizări            |                          | P. i.    |
| Carol                             | Todd Haynes                   | 17 mai 2015 (Cannes)              | Cate Blanchett, Rooney Mara                                                                   | 7,6  | 95         | 94%             | 6 nominalizări           | 5 nominalizări           | 9 nominalizări            | 2 premii, 1 nominalizare | P. l.    |
| Grandma                           | Paul Weitz                    | 30 ianuarie 2015 (Sundance)       | Lily Tomlin, Julia Garner, Marcia Gay Harden, Judy Greer                                      | 6,8  | 77         | 91%             |                          | 1 nominalizare           |                           |                          |          |
| Tangerine                         | Sean Baker                    | 23 ianuarie 2015 (Sundance)       | Kitana Kiki Rodriguez, Mya Taylor                                                             | 7,1  | 85         | 96%             |                          |                          |                           |                          |          |
| Testament of Youth                | James Kent                    | 14 octombrie 2014 (BFI)           | Alicia Vikander, Kit Harington, Emily Watson, Hayley Atwell, Dominic West, Miranda Richardson | 7,3  | 76         | 82%             |                          |                          |                           |                          |          |
| Der Kreis                         | Stefan Haupt                  | 12 septembrie 2014                | Matthias Hungerbühler, Peter Jecklin, Marie Leuenberger                                       | 7,3  | 67         | 100%            |                          |                          |                           |                          | H.P.g.   |
| The Imitation Game                | Morten Tyldum                 | 29 august 2014 (Telluride)        | Benedict Cumberbatch, Keira Knightley                                                         | 8,1  | 73         | 90%             | 1 premiu, 7 nominalizări | 5 nominalizări           | 9 nominalizări            |                          | P.g.     |
| Lilting                           | Hong Khaou                    | 8 august 2014                     | Pei-Pei Cheng, Ben Whishaw, Andrew Leung                                                      | 7,1  | 61         | 82%             |                          |                          | 1 nominalizare            |                          | P.g.     |
| Pride                             | Matthew Warchus               | 23 mai 2014 (Cannes)              | Bill Nighy, Imelda Staunton, Dominic West, Paddy Considine                                    | 7,8  | 79         | 92%             |                          | 1 nominalizare           | 1 premiu, 2 nominalizări  | 1 premiu                 | H.       |
| Saint Laurent                     | Bertrand Bonello              | 17 mai 2014 (Cannes)              | Gaspard Ulliel, Jérémie Renier, Louis Garrel, Léa Seydoux                                     | 6,2  | 52         | 52%             |                          |                          |                           | 1 premiu, 2 nominalizări |          |
| Hoje Eu Quero Voltar Sozinho      | Daniel Ribeiro                | 10 februarie 2014 (Berlinală)     | Ghilherme Lobo, Fabio Audi                                                                    | 8,0  | 71         | 91%             |                          |                          |                           |                          | P.g.     |
| Love Is Strange                   | Ira Sachs                     | 18 ianuarie 2014 (Sundance)       | John Lithgow, Alfred Molina, Marisa Tomei                                                     | 6,8  | 82         | 94%             |                          |                          |                           |                          |          |
| The Wolf of Wall Street           | Martin Scorsese               | 25 decembrie 2013                 | Leonardo DiCaprio, Jonah Hill, Margot Robbie, Matthew McConaughey                             | 8,2  | 75         | 77%             | 5 nominalizări           | 1 premiu, 1 nominalizare | 4 nominalizări            |                          |          |
| Płynące wieżowce                  | Tomasz Wasilewski             | 22 noiembrie 2013                 | Mateusz Banasiuk, Marta Nieradkiewicz, Bartosz Gelner                                         | 6,4  |            | 67%             |                          |                          |                           |                          | P.g.     |
| Dallas Buyers Club                | Jean-Marc Vallée              | 7 septembrie 2013 (TIFF)          | Matthew McConaughey, Jennifer Garner, Jared Leto                                              | 8,0  | 84         | 94%             | 3 premii, 3 nominalizări | 2 premii                 |                           |                          |          |
| Tom à la ferme                    | Xavier Dolan                  | 2 septembrie 2013 Veneția         | Xavier Dolan, Pierre-Yves Cardinal                                                            | 7,0  | 67         | 77%             |                          |                          |                           |                          | P.g.     |
| Philomena                         | Stephen Frears                | 31 august 2013 (Veneția)          | Judi Dench, Steve Coogan                                                                      | 7,6  | 76         | 92%             | 4 nominalizări           | 3 nominalizări           | 1 premiu, 3 nominalizări  |                          |          |
| La Vie d'Adèle : Chapitres 1 et 2 | Abdellatif Kechiche           | 23 mai 2013 (Cannes)              | Léa Seydoux, Adèle Exarchopoulos                                                              | 7,9  | 88         | 90%             |                          | 1 nominalizare           | 1 nominalizare            | 2 premii, 1 nominalizare | P.l.     |
| L'inconnu du lac                  | Alain Guiraudie               | 17 mai 2013 (Cannes)              | Pierre Deladonchamps, Christophe Paou, Patrick d'Assumçao                                     | 6,9  | 82         | 93%             |                          |                          |                           | 2 premii, 1 nominalizare | H.       |
| Out in the Dark                   | Michael Mayer                 | 28 februarie 2013                 | Nicholas Jacob, Michael Aloni, Jamil Khoury                                                   | 7,6  | 69         | 75%             |                          |                          |                           |                          | P.g.     |
| Freier Fall                       | Stephan Lacant                | 8 februarie 2013 (Berlin)         | Hanno Koffler, Max Riemelt, Katharina Schüttler                                               | 7,6  |            | 74%             |                          |                          |                           |                          | P.g.     |
| Kill Your Darlings                | John Krokidas                 | 18 ianuarie 2013 (Sundance)       | Daniel Radcliffe, Dane DeHaan, Michael C. Hall                                                | 6,5  | 65         | 76%             |                          |                          |                           |                          | P.g.     |
| Skyfall                           | Sam Mendes                    | 23 octombrie 2012 (Londra)        | Daniel Craig, Javier Bardem, Ralph Fiennes, Naomie Harris, Judi Dench                         | 7,8  | 81         | 93%             | 2 premii, 3 nominalizări | 1 premiu                 | 2 premii, 6 nominalizări  |                          |          |
| The Perks of Being a Wallflower   | Stephen Chbosky               | 8 septembrie 2012 (TIFF)          | Logan Lerman, Emma Watson, Ezra Miller                                                        | 8,0  | 67         | 85%             |                          |                          |                           |                          |          |
| Laurence Anyways                  | Xavier Dolan                  | 18 mai 2012 (Cannes)              | Melvil Poupaud, Emmanuel Schwartz, Suzanne Clément                                            | 7,6  | 73         | 83%             |                          |                          |                           | 2 premii, 1 nominalizare | P.t.     |
| Yossi                             | Eytan Fox                     | 17 mai 2012                       | Ohad Knoller, Shlomo Sadan, Oz Zehavi                                                         | 6,9  | 68         | 86%             |                          |                          |                           |                          | P.g.     |
| După dealuri                      | Cristian Mungiu               | 12 mai 2012 (Cannes)              | Cosmina Stratan, Cristina Flutur, Valeriu Andriuță                                            | 7,6  | 79         | 90%             |                          |                          |                           | 2 premii, 1 nominalizare | P.l.     |
| Les adieux à la reine             | Benoît Jacquot                | 9 februarie 2012 (Berlin)         | Diane Kruger, Léa Seydoux                                                                     | 6,3  | 67         | 92%             |                          |                          |                           |                          |          |
| J. Edgar                          | Clint Eastwood                | 3 noiembrie 2011 (AFI Fest)       | Leonardo DiCaprio, Armie Hammer, Naomi Watts, Josh Lucas, Judi Dench, Ed Westwick             | 6,6  | 59         | 43%             |                          | 1 nominalizare           |                           |                          |          |
| Les hommes libres                 | Ismaël Ferroukhi              | 28 septembrie 2011                | Tahar Rahim, Michael Lonsdale, Mahmud Shalaby                                                 | 6,6  | 58         | 71%             |                          |                          |                           |                          | S.g.     |
| Shame                             | Steve McQueen                 | 4 septembrie 2011 (Veneția)       | Michael Fassbender, Carey Mulligan, James Badge Dale, Nicole Beharie                          | 7,3  | 72         | 79%             |                          | 1 nominalizare           | 2 nominalizări            |                          |          |
| Albert Nobbs                      | Rodrigo García                | 2 septembrie 2011 (Telluride)     | Glenn Close, Mia Wasikowska, Aaron Taylor-Johnson                                             | 6,6  | 57         | 56%             | 3 nominalizări           | 3 nominalizări           |                           |                          | P. t.    |
| The Hangover Part II              | Todd Phillips                 | 26 mai 2011                       | Bradley Cooper, Ed Helms, Zach Galifianakis                                                   | 6,5  | 44         | 34%             |                          |                          |                           |                          |          |
| La piel que habito                | Pedro Almodóvar               | 19 mai 2011 (Cannes)              | Antonio Banderas, Elena Anaya                                                                 | 7,6  | 70         | 81%             |                          | 1 nominalizare           | 1 premiu                  | 2 premii, 2 nominalizări |          |
| Tomboy                            | Céline Sciamma                | 20 aprilie 2011                   | Zoé Héran, Malonn Lévana, Jeanne Disson                                                       | 7,4  | 74         | 97%             |                          |                          |                           |                          |          |
| Noordzee, Texas                   | Bavo Defurne                  | 16 martie 2011                    | Ben Van den Heuvel, Eva van der Gucht, Thomas Coumans                                         | 7,3  | 63         | 81%             |                          |                          |                           |                          | P.g.     |
| Weekend                           | Andrew Haigh                  | 11 martie 2011 (SXSW)             | Tom Cullen, Chris New                                                                         | 7,7  | 81         | 95%             |                          |                          |                           |                          | P.g.     |
| Beginners                         | Mike Mills                    | 11 septembrie 2010 (TIFF)         | Ewan McGregor, Christopher Plummer, Mélanie Laurent, Goran Višnjić                            | 7,2  | 81         | 84%             | 1 premiu                 | 1 premiu                 | 1 premiu                  |                          |          |
| Black Swan                        | Darren Aronofsky              | 1 septembrie 2010 (Veneția)       | Natalie Portman, Mila Kunis, Vincent Cassel, Barbara Hershey, Winona Ryder                    | 8,0  | 79         | 87%             | 1 premiu, 4 nominalizări | 1 premiu, 3 nominalizări | 1 premiu, 11 nominalizări |                          |          |
| Scott Pilgrim vs. the World       | Edgar Wright                  | 27 iulie 2010 (Fantasia)          | Michael Cera, Mary Elizabeth Winstead, Kieran Culkin, Chris Evans, Anna Kendrick              | 7,5  | 69         | 82%             |                          |                          |                           |                          |          |
| Les Amours imaginaires            | Xavier Dolan                  | 16 mai 2010                       | Xavier Dolan, Monia Chokri, Niels Schneider                                                   | 7,2  | 70         | 73%             |                          |                          |                           | 1 premiu, 1 nominalizare | P.g.     |
| Broderskab                        | Nicolo Donato                 | 8 aprilie 2010                    | Thure Lindhardt, David Dencik, Nicolas Bro                                                    | 7,1  | 68         | 67%             |                          |                          |                           |                          | P.g      |
| Mine vaganti                      | Ferzan Özpetek                | 13 februarie 2010 (Berlin)        | Riccardo Scamarcio, Nicole Grimaudo, Alessandro Preziosi                                      | 7,2  |            | 71%             |                          |                          |                           |                          |          |
| Valentine's Day                   | Garry Marshall                | 12 februarie 2010                 | Julia Roberts, Jamie Foxx, Anne Hathaway                                                      | 5,8  | 34         | 18%             |                          |                          |                           |                          |          |
| The Kids Are All Right            | Lisa Cholodenko               | 25 ianuarie 2010 (Sundance)       | Annette Bening, Julianne Moore, Mark Ruffalo, Mia Wasikowska, Josh Hutcherson                 | 7,1  | 86         | 93%             | 4 nominalizări           | 2 premii, 2 nominalizări | 4 nominalizări            |                          |          |
| Howl                              | Rob Epstein, Jeffrey Friedman | 21 ianuarie 2010 (Sundance)       | James Franco, Aaron Tveit, Jon Hamm                                                           | 6,8  | 63         | 62%             |                          |                          |                           |                          | P.g.     |

### Anii 2000
| Film                             | Regizor                   | Data lansării                 | Actori                                                                                 | Note | Note       | Note            | Premii                   | Premii                   | Premii                    | Premii                   | LGBT (1)  |
| Film                             | Regizor                   | Data lansării                 | Actori                                                                                 | IMDb | Metacritic | Rotten Tomatoes | Oscar                    | Globul de Aur            | BAFTA                     | Cannes                   | LGBT (1)  |
| -------------------------------- | ------------------------- | ----------------------------- | -------------------------------------------------------------------------------------- | ---- | ---------- | --------------- | ------------------------ | ------------------------ | ------------------------- | ------------------------ | --------- |
| Do Começo ao Fim                 | Aluizio Abranches         | 27 noiembrie 2009             | Júlia Lemmertz, Fábio Assunção, Jean Pierre Noher                                      | 6,7  |            | 42%             |                          |                          |                           |                          | P.g.      |
| Einayim Petukhoth                | Haim Tabakman             | 3 septembrie 2009             | Zohar Shtrauss, Ran Danker, Tinkerbell                                                 | 7,3  | 70         | 84%             |                          |                          |                           | 2 nominalizări           | P.g.      |
| A Single Man                     | Tom Ford                  | 11 septembrie 2009 (Veneția)  | Colin Firth, Julianne Moore                                                            | 7,6  | 77         | 85%             | 1 nominalizare           | 3 nominalizări           | 1 premiu, 1 nominalizare  |                          | P.g.-S.g. |
| Jennifer's Body                  | Karyn Kusama              | 10 septembrie 2009 (TIFF)     | Megan Fox, Amanda Seyfried, Adam Brody                                                 | 5,1  | 47         | 42%             |                          |                          |                           |                          |           |
| Brüno                            | Larry Charles             | 10 iulie 2009                 | Sacha Baron Cohen                                                                      | 5,9  | 54         | 68%             |                          |                          |                           |                          |           |
| Il compleanno                    | Marco Filiberti           | 8 septembrie 2009 (Veneția)   | Alessandro Gassman, Maria de Medeiros, Massimo Poggio                                  | 6,5  |            | 45%             |                          |                          |                           |                          | P.g.      |
| J'ai tué ma mère                 | Xavier Dolan              | 18 mai 2009 (Cannes)          | Xavier Dolan, Anne Dorval                                                              | 7,5  | 83         | 81%             |                          |                          |                           | 3 premii, 1 nominalizare | P.g.      |
| I Love You, Man                  | John Hamburg              | 20 martie 2009                | Paul Rudd, Jason Segel                                                                 | 7,1  | 70         | 84%             |                          |                          |                           |                          |           |
| I Love You Phillip Morris        | Glenn Ficarra, John Requa | 18 ianuarie 2009 (Sundance)   | Jim Carrey, Ewan McGregor                                                              | 6,7  | 65         | 72%             |                          |                          |                           | 1 nominalizare           |           |
| Milk                             | Gus Van Sant              | 26 noiembrie 2008             | Sean Penn, Emile Hirsch, Josh Brolin, Diego Luna, James Franco                         | 7,6  | 84         | 94%             | 2 premii, 6 nominalizări | 1 nominalizare           | 4 nominalizări            |                          | H.        |
| Nick & Norah's Infinite Playlist | Peter Sollett             | 6 septembrie 2008 (TIFF)      | Michael Cera, Kat Dennings, Aaron Yoo, Rafi Gavron                                     | 6,7  | 64         | 74%             |                          |                          |                           |                          |           |
| RocknRolla                       | Guy Ritchie               | 4 septembrie 2008 (TIFF)      | Gerard Butler, Tom Wilkinson, Idris Elba, Tom Hardy, Thandie Newton                    | 7,3  | 53         | 59%             |                          |                          |                           |                          |           |
| Stardust                         | Matthew Vaughn            | 10 august 2007                | Claire Danes, Michelle Pfeiffer, Robert De Niro                                        | 7,7  | 66         | 76%             |                          |                          |                           |                          |           |
| Shelter                          | Jonah Markowitz           | 16 iunie 2007 (Frameline)     | Trevor Wright, Brad Rowe                                                               | 7,9  | 66         | 58%             |                          |                          |                           |                          | P.g.      |
| Notes on a Scandal               | Richard Eyre              | 2 februarie 2007              | Cate Blanchett, Judi Dench, Andrew Simpson                                             | 7,4  | 73         | 87%             | 4 nominalizări           | 3 nominalizări           | 2 nominalizări            |                          | P.l.      |
| Infamous                         | Douglas McGrath           | 31 august 2006 (Veneția)      | Toby Jones, Sandra Bullock, Daniel Craig, Lee Pace, Jeff Daniels                       | 7,1  | 68         | 73%             |                          |                          |                           |                          |           |
| Breakfast on Pluto               | Neil Jordan               | 16 noiembrie 2005             | Cillian Murphy, Ruth Negga, Liam Neeson, Stephen Rea, Brendan Gleeson                  | 7,3  | 59         | 57%             |                          | 1 nominalizare           |                           |                          |           |
| Kinky Boots                      | Julian Jarrold            | 7 octombrie 2005              | Chiwetel Ejiofor, Joel Edgerton, Sarah-Jane Potts                                      | 7,0  | 57         | 57%             |                          | 1 nominalizare           |                           |                          |           |
| Brokeback Mountain               | Ang Lee                   | 2 septembrie 2005 (Veneția)   | Heath Ledger, Jake Gyllenhaal, Anne Hathaway, Michelle Williams                        | 7,7  | 87         | 87%             | 3 premii, 5 nominalizări | 4 premii, 3 nominalizări | 4 premii, 5 nominalizări  |                          | P.g.      |
| Capote                           | Bennett Miller            | 2 septembrie 2005 (Telluride) | Philip Seymour Hoffman, Clifton Collins Jr., Catherine Keener                          | 7,4  | 88         | 90%             | 1 premiu, 4 nominalizări | 1 premiu                 | 1 premiu, 4 nominalizări  |                          |           |
| C.R.A.Z.Y.                       | Jean-Marc Vallée          | 27 mai 2005                   | Michel Côté, Marc-André Grondin, Danielle Proulx                                       | 8,0  | 81         | 100%            |                          |                          |                           |                          |           |
| Transamerica                     | Duncan Tucker             | 14 februarie 2005 (Berlin)    | Felicity Huffman, Kevin Zegers                                                         | 7,5  | 66         | 76%             | 2 nominalizări           | 1 premiu, 1 nominalizare |                           |                          |           |
| Alexander                        | Oliver Stone              | 16 noiembrie 2004 (Hollywood) | Colin Farrell, Angelina Jolie, Val Kilmer, Jared Leto, Rosario Dawson, Anthony Hopkins | 5,5  | 39         | 16%             |                          |                          |                           |                          |           |
| Kinsey                           | Bill Condon               | 12 noiembrie 2004             | Liam Neeson, Laura Linney                                                              | 7,1  | 79         | 90%             | 1 nominalizare           | 3 nominalizări           |                           |                          |           |
| Mysterious Skin                  | Gregg Araki               | 3 septembrie 2004 (Veneția)   | Joseph Gordon-Levitt, Brady Corbet                                                     | 7,7  | 73         | 84%             |                          |                          |                           |                          |           |
| Sommersturm                      | Marco Kreuzpaintner       | 2 septembrie 2004             | Robert Stadlober, Kostja Ullmann, Miriam Morgenstern                                   | 7,5  | 51         | 48%             |                          |                          |                           | P.g.                     |           |
| My Summer of Love                | Paweł Pawlikowski         | 21 august 2004 (EIFF)         | Natalie Press, Emily Blunt                                                             | 6,8  | 82         | 90%             |                          |                          | 1 premiu                  |                          |           |
| A Home at the End of the World   | Michael Mayer             | 23 iulie 2004                 | Colin Farrell, Robin Wright, Dallas Roberts, Sissy Spacek                              | 6,8  | 59         | 49%             |                          |                          |                           |                          |           |
| La mala educación                | Pedro Almodóvar           | 19 martie 2004                | Gael García Bernal, Fele Martínez                                                      | 7,5  | 81         | 88%             |                          |                          | 1 nominalizare            |                          |           |
| Monster                          | Patty Jenkins             | 16 noiembrie 2003 (AFI)       | Charlize Theron, Christina Ricci                                                       | 7,3  | 74         | 82%             | 1 premiu                 | 1 premiu                 | 1 nominalizare            |                          |           |
| Elephant                         | Gus Van Sant              | 24 octombrie 2003             | Alex Frost, Eric Deulen, John Robinson                                                 | 7,2  | 70         | 72%             |                          |                          |                           | 3 premii                 |           |
| Otets i syn                      | Aleksandr Sokurov         | 12 septembrie 2003            | Andrei Shchetinin, Aleksei Neymyshev                                                   | 6,6  | 64         | 70%             |                          |                          |                           | 1 premiu, 1 nominalizare |           |
| Latter Days                      | C. Jay Cox                | 10 iulie 2003 (PIGLFF)        | Steve Sandvoss, Wes Ramsey, Jacqueline Bisset, Joseph Gordon-Levitt                    | 7,2  | 45         | 43%             |                          |                          |                           |                          |           |
| The Hours                        | Stephen Daldry            | 25 decembrie 2002             | Meryl Streep, Julianne Moore, Nicole Kidman                                            | 7,6  | 81         | 81%             | 1 premiu, 8 nominalizări | 2 premii, 5 nominalizări | 2 premii, 9 nominalizări  |                          |           |
| Far from Heaven                  | Todd Haynes               | 22 noiembrie 2002             | Julianne Moore, Dennis Quaid, Dennis Haysbert                                          | 7,4  | 84         | 87%             | 4 nominalizări           | 4 nominalizări           |                           |                          |           |
| The Rules of Attraction          | Roger Avary               | 11 octombrie 2002             | James Van Der Beek, Shannyn Sossamon, Jessica Biel, Kate Bosworth, Ian Somerhalder     | 6,7  | 50         | 43%             |                          |                          |                           |                          |           |
| Frida                            | Julie Taymor              | 29 august 2002                | Salma Hayek, Alfred Molina, Geoffrey Rush                                              | 7,4  | 61         | 76%             | 2 premii, 4 nominalizări | 1 premiu, 1 nominalizare | 1 premiu, 3 nominalizări  |                          |           |
| Hedwig and the Angry Inch        | John Cameron Mitchell     | 21 august 2001                | John Cameron Mitchell, Michael Pitt                                                    | 7,8  | 85         | 92%             |                          | 1 nominalizare           |                           |                          |           |
| Yossi & Jagger                   | Eytan Fox                 | 1 august 2002                 | Ohad Knoller, Yehuda Levi, Assi Cohen                                                  | 7,2  | 70         | 88%             |                          |                          |                           |                          | P.g.      |
| Irréversible                     | Gaspar Noé                | 22 mai 2002                   | Monica Bellucci, Vincent Cassel, Albert Dupontel                                       | 7,4  | 51         | 57%             |                          |                          |                           | 1 nominalizare           |           |
| Y tu mamá también                | Alfonso Cuarón            | 8 iunie 2001                  | Maribel Verdú, Gael García Bernal, Diego Luna                                          | 7,7  | 88         | 92%             | 1 nominalizare           | 1 nominalizare           | 2 nominalizări            |                          |           |
| Mulholland Drive                 | David Lynch               | 16 mai 2001 (Cannes)          | Naomi Watts, Laura Harring, Justin Theroux                                             | 8,0  | 81         | 82%             | 1 nominalizare           | 4 nominalizări           | 1 premiu, 1 nominalizare  | 1 premiu, 1 nominalizare |           |
| Billy Elliot                     | Stephen Daldry            | 29 septembrie 2000            | Jamie Bell, Julie Walters                                                              | 7,7  | 74         | 85%             | 3 nominalizări           | 2 nominalizări           | 3 premii, 10 nominalizări |                          |           |
| Before Night Falls               | Julian Schnabel           | 3 septembrie 2000 (Veneția)   | Javier Bardem, Olivier Martinez, Johnny Depp, Héctor Babenco                           | 7,3  | 85         | 73%             | 1 nominalizare           | 1 nominalizare           |                           |                          |           |

### Anii 1990
| Film                                               | Regizor                     | Data lansării                                  | Actori                                                                        | Note | Note       | Note            | Premii                   | Premii                   | Premii                   | Premii                   | LGBT (1) |
| Film                                               | Regizor                     | Data lansării                                  | Actori                                                                        | IMDb | Metacritic | Rotten Tomatoes | Oscar                    | Globul de Aur            | BAFTA                    | Cannes                   | LGBT (1) |
| -------------------------------------------------- | --------------------------- | ---------------------------------------------- | ----------------------------------------------------------------------------- | ---- | ---------- | --------------- | ------------------------ | ------------------------ | ------------------------ | ------------------------ | -------- |
| The Talented Mr. Ripley                            | Anthony Minghella           | 12 decembrie 1999 (Fox Bruin Theatre)          | Matt Damon, Gwyneth Paltrow, Jude Law, Cate Blanchett, Philip Seymour Hoffman | 7,3  | 76         | 83%             | 5 nominalizări           | 5 nominalizări           | 1 premiu, 6 nominalizări |                          |          |
| Boys Don't Cry                                     | Kimberly Peirce             | 8 octombrie 1999                               | Hilary Swank, Chloë Sevigny, Peter Sarsgaard                                  | 7,6  | 86         | 88%             | 1 premiu, 1 nominalizare | 1 premiu, 1 nominalizare | 1 nominalizare           |                          |          |
| American Beauty                                    | Sam Mendes                  | 8 septembrie 1999 (Grauman's Egyptian Theatre) | Kevin Spacey, Annette Bening                                                  | 8,4  | 86         | 88%             | 5 premii, 3 nominalizări | 3 premii, 3 nominalizări | 6 premii, 8 nominalizări |                          |          |
| Todo sobre mi madre                                | Pedro Almodóvar             | 16 aprilie 1999                                | Cecilia Roth, Marisa Paredes, Penélope Cruz                                   | 7,9  | 87         | 98%             | 1 premiu                 | 1 premiu                 | 2 premii, 1 nominalizare | 2 premii, 1 nominalizare |          |
| Velvet Goldmine                                    | Todd Haynes                 | 6 noiembrie 1998                               | Ewan McGregor, Christian Bale, Jonathan Rhys Meyers                           | 7,0  | 65         | 56%             | 1 nominalizare           |                          | 1 premiu, 1 nominalizare | 1 premiu, 1 nominalizare |          |
| Get Real                                           | Simon Shore                 | August 1998 (EIFF)                             | Ben Silverstone, Brad Gorton, Charlotte Brittain                              | 7,7  |            | 78%             |                          |                          |                          |                          |          |
| The Object of My Affection                         | Nicholas Hytner             | 17 aprilie 1998                                | Jennifer Aniston, Paul Rudd                                                   | 6,0  | 51         | 49%             |                          |                          |                          |                          |          |
| Gods and Monsters                                  | Bill Condon                 | 21 ianuarie 1998 (Sundance)                    | Ian McKellen, Brendan Fraser, Lynn Redgrave                                   | 7,5  | 74         | 95%             | 1 premiu, 2 nominalizări | 1 premiu, 2 nominalizări | 1 nominalizare           |                          |          |
| As Good as It Gets                                 | James L. Brooks             | 23 decembrie 1997                              | Jack Nicholson, Helen Hunt, Greg Kinnear                                      | 7,8  | 67         | 86%             | 2 premii, 5 nominalizări | 3 premii, 3 nominalizări |                          |                          |          |
| Bent                                               | Sean Mathias                | 26 noiembrie 1997                              | Lothaire Bluteau, Clive Owen, Mick Jagger                                     | 7,3  |            | 67%             |                          |                          |                          | 1 premiu                 |          |
| Midnight in the Garden of Good and Evil            | Clint Eastwood              | 21 noiembrie 1997                              | Kevin Spacey, John Cusack                                                     |      |            |                 |                          |                          |                          |                          |          |
| In & Out                                           | Frank Oz                    | 19 septembrie 1997                             | Kevin Kline, Tom Selleck, Joan Cusack, Matt Dillon                            | 6,3  | 70         | 72%             | 1 nominalizare           | 2 nominalizări           |                          |                          |          |
| Chun gwong cha sit                                 | Wong Kar-wai                | 30 mai 1997                                    | Leslie Cheung, Tony Leung Chiu-wai, Chang Chen                                | 7,7  | 69         | 78%             |                          |                          |                          | 1 premiu, 1 nominalizare |          |
| Ma vie en rose                                     | Alain Berliner              | 28 mai 1997                                    | Georges Du Fresne, Michèle Laroque, Jean-Philippe Écoffey, Hélène Vincent     | 7,6  |            | 91%             |                          | 1 nominalizare           | 1 nominalizare           |                          |          |
| Chasing Amy                                        | Kevin Smith                 | 4 aprilie 1997                                 | Ben Affleck, Joey Lauren Adams, Jason Lee                                     | 7,4  | 71         | 88%             |                          | 1 nominalizare           |                          |                          |          |
| Bound                                              | Frații Wachowski            | 31 august 1996 (Veneția)                       | Jennifer Tilly, Gina Gershon, Joe Pantoliano                                  | 7,4  | 61         | 92%             |                          |                          |                          |                          |          |
| Beautiful Thing                                    | Hettie MacDonald            | 21 iunie 1996                                  | Linda Henry, Ben Daniels, Glen Berry                                          | 7,8  |            | 90%             |                          |                          |                          |                          | P.g.     |
| The Birdcage                                       | Mike Nichols                | 8 martie 1996                                  | Robin Williams, Gene Hackman, Nathan Lane, Dianne Wiest                       | 6,9  | 72         | 79%             | 1 nominalizare           | 2 nominalizări           |                          |                          |          |
| To Die For                                         | Gus Van Sant                | 20 mai 1995 (Cannes)                           | Nicole Kidman, Matt Dillon, Joaquin Phoenix                                   | 6,8  | 86         | 87%             |                          | 1 premiu                 | 1 nominalizare           |                          |          |
| Interview with the Vampire: The Vampire Chronicles | Neil Jordan                 | 11 noiembrie 1994                              | Brad Pitt, Tom Cruise, Antonio Banderas                                       | 7,6  | 59         | 61%             | 2 nominalizări           | 2 nominalizări           | 2 premii, 2 nominalizări |                          |          |
| Heavenly Creatures                                 | Peter Jackson               | 14 octombrie 1994                              | Melanie Lynskey, Kate Winslet                                                 | 7,5  |            | 92%             | 1 nominalizare           |                          |                          |                          |          |
| Ed Wood                                            | Tim Burton                  | 30 septembrie 1994                             | Johnny Depp, Martin Landau, Sarah Jessica Parker, Patricia Arquette           | 7,9  | 70         | 92%             | 2 premii                 | 1 premiu, 2 nominalizări | 2 nominalizări           | 1 nominalizare           |          |
| The Adventures of Priscilla, Queen of the Desert   | Stephan Elliott             | 10 august 1994                                 | Terence Stamp, Hugo Weaving, Guy Pearce, Bill Hunter                          | 7,5  | 68         | 93%             | 1 premiu                 | 1 nominalizare           | 2 premii, 5 nominalizări |                          |          |
| The Sum of Us                                      | Geoff Burton, Kevin Dowling | 12 iulie 1994                                  | Jack Thompson, Russell Crowe                                                  | 7,4  |            | 64%             |                          |                          |                          |                          |          |
| Four Weddings and a Funeral                        | Mike Newell                 | 20 ianuarie 1994 (Sundance)                    | Hugh Grant, Andie MacDowell                                                   | 7,1  | 81         | 95%             | 2 nominalizări           | 1 premiu, 3 nominalizări | 4 premii, 7 nominalizări |                          |          |
| Philadelphia                                       | Jonathan Demme              | 22 decembrie 1993                              | Tom Hanks, Denzel Washington                                                  | 7,7  | 66         | 78%             | 2 premii, 3 nominalizări | 2 premii, 1 nominalizare | 1 nominalizare           |                          |          |
| Six Degrees of Separation                          | Fred Schepisi               | 8 decembrie 1993                               | Stockard Channing, Will Smith, Donald Sutherland, Ian McKellen                | 6,9  |            | 88%             | 1 nominalizare           | 1 nominalizare           |                          |                          |          |
| Ba wang bie ji                                     | Chen Kaige                  | 1 ianuarie 1993                                | Leslie Cheung, Zhang Fengyi, Gong Li                                          | 8,1  |            | 88%             | 2 nominalizări           | 1 premiu                 | 1 premiu                 | 2 premii                 |          |
| The Crying Game                                    | Neil Jordan                 | 18 septembrie 1992 (TIFF)                      | Stephen Rea, Miranda Richardson, Jaye Davidson, Forest Whitaker               | 7,3  | 90         | 97%             | 1 premiu, 5 nominalizări | 1 nominalizare           | 1 premiu, 6 nominalizări |                          |          |
| Basic Instinct                                     | Paul Verhoeven              | 20 martie 1992                                 | Michael Douglas, Sharon Stone                                                 | 6,9  | 41         | 54%             | 2 nominalizări           | 2 nominalizări           |                          | 1 nominalizare           |          |
| Fried Green Tomatoes                               | Jon Avnet                   | 27 decembrie 1991                              | Kathy Bates, Jessica Tandy, Mary Stuart Masterson, Mary-Louise Parker         | 7,6  |            | 73%             | 2 nominalizări           | 3 nominalizări           | 2 nominalizări           |                          |          |
| JFK                                                | Oliver Stone                | 20 decembrie 1991                              | Kevin Costner, Kevin Bacon, Tommy Lee Jones, Gary Oldman, Sissy Spacek        | 8,0  | 72         | 85%             | 2 premii, 6 nominalizări | 1 premiu, 3 nominalizări | 2 premii, 2 nominalizări |                          |          |
| My Own Private Idaho                               | Gus Van Sant                | 18 octombrie 1991                              | River Phoenix, Keanu Reeves                                                   | 7,1  | 77         | 82%             |                          |                          |                          |                          |          |
| Thelma & Louise                                    | Ridley Scott                | 24 mai 1991                                    | Susan Sarandon, Geena Davis, Harvey Keitel, Michael Madsen, Brad Pitt         | 7,4  | 88         | 83%             | 1 premiu, 5 nominalizări | 1 premiu, 3 nominalizări | 8 nominalizări           |                          |          |
| The Silence of the Lambs                           | Jonathan Demme              | 14 februarie 1991                              | Jodie Foster, Anthony Hopkins, Scott Glenn, Ted Levine                        | 8,6  | 84         | 95%             | 5 premii, 2 nominalizări | 1 premiu, 4 nominalizări | 2 premii, 7 nominalizări |                          |          |

### Anii 1980 și mai târziu
| Film                    | Regizor              | Data lansării                      | Actori                                                                | Note | Note       | Note            | Premii                    | Premii                   | Premii                   | Premii                   | LGBT (1) |
| Film                    | Regizor              | Data lansării                      | Actori                                                                | IMDb | Metacritic | Rotten Tomatoes | Oscar                     | Globul de Aur            | BAFTA                    | Cannes                   | LGBT (1) |
| ----------------------- | -------------------- | ---------------------------------- | --------------------------------------------------------------------- | ---- | ---------- | --------------- | ------------------------- | ------------------------ | ------------------------ | ------------------------ | -------- |
| Longtime Companion      | Norman René          | 11 octombrie 1989                  | Campbell Scott, Bruce Davison, Mary-Louise Parker, Patrick Cassidy    | 7,6  |            | 100%            | 1 nominalizare            | 1 premiu                 |                          |                          |          |
| Maurice                 | James Ivory          | 15 septembrie 1987 (TIFF)          | James Wilby, Hugh Grant, Rupert Graves                                | 7,8  | 74         | 91%             | 1 nominalizare            |                          |                          |                          |          |
| La ley del deseo        | Pedro Almodóvar      | 7 februarie 1987                   | Eusebio Poncela, Carmen Maura, Antonio Banderas                       | 7,2  |            | 100%            |                           |                          |                          |                          |          |
| The Color Purple        | Steven Spielberg     | 18 decembrie 1985                  | Danny Glover, Whoopi Goldberg, Oprah Winfrey                          | 7,8  |            | 88%             | 11 nominalizări           | 1 premiu, 4 nominalizări | 1 nominalizare           |                          |          |
| My Beautiful Laundrette | Stephen Frears       | 7 septembrie 1985 (TIFF)           | Saeed Jaffrey, Roshan Seth, Daniel Day-Lewis                          | 6,9  |            | 100%            | 1 nominalizare            |                          | 2 nominalizări           |                          |          |
| Silkwood                | Mike Nichols         | 14 decembrie 1983                  | Meryl Streep, Kurt Russell, Cher                                      | 7,2  | 64         | 75%             | 5 nominalizări            | 1 premiu, 4 nominalizări | 2 nominalizări           |                          |          |
| Yentl                   | Barbra Streisand     | 18 noiembrie 1983                  | Barbra Streisand, Mandy Patinkin, Amy Irving                          | 6,6  |            | 73%             | 1 premiu, 4 nominalizări  | 2 premii, 4 nominalizări |                          |                          |          |
| Tootsie                 | Sydney Pollack       | 17 decembrie 1982                  | Dustin Hoffman, Jessica Lange, Teri Garr                              | 7,4  | 87         | 88%             | 1 premiu, 9 nominalizări  | 3 premii, 2 nominalizări | 2 premii, 7 nominalizări |                          | P. t.    |
| Victor Victoria         | Blake Edwards        | 16 martie 1982                     | Julie Andrews, James Garner, Robert Preston                           | 7,5  |            | 96%             | 1 premiu, 6 nominalizări  | 1 premiu, 4 nominalizări |                          |                          |          |
| Cruising                | William Friedkin     | 8 februarie 1980                   | Al Pacino, Paul Sorvino, Karen Allen                                  | 6,4  |            | 50%             |                           |                          |                          |                          |          |
| La cage aux folles      | Édouard Molinaro     | 25 octombrie 1978                  | Ugo Tognazzi, Michel Serrault                                         | 7,3  |            | 100%            | 3 nominalizări            | 1 premiu                 |                          |                          |          |
| Midnight Express        | Alan Parker          | 6 octombrie 1978                   | Brad Davis, Randy Quaid, John Hurt                                    | 7,7  |            | 95%             | 2 premii, 4 nominalizări  | 6 premii, 2 nominalizări | 3 premii, 3 nominalizări | 1 nominalizare           |          |
| Dog Day Afternoon       | Sidney Lumet         | 20 septembrie 1975 (San Sebastián) | Al Pacino, John Cazale                                                | 8,1  |            | 95%             | 1 premiu, 5 nominalizări  | 7 nominalizări           | 2 premii, 4 nominalizări |                          |          |
| Cabaret                 | Bob Fosse            | 13 februarie 1972                  | Liza Minnelli, Michael York, Helmut Griem, Marisa Berenson, Joel Grey | 7,9  | 80         | 97%             | 8 premii, 2 nominalizări  | 3 premii, 6 nominalizări | 7 premii, 4 nominalizări |                          |          |
| Morte a Venezia         | Luchino Visconti     | 1 martie 1971                      | Dirk Bogarde, Silvana Mangano, Romolo Valli                           | 7,5  |            | 76%             | 1 nominalizare            |                          | 4 premii, 3 nominalizări | 1 premiu, 1 nominalizare |          |
| The Boys in the Band    | William Friedkin     | 17 martie 1970                     | Kenneth Nelson, Peter White, Leonard Frey                             | 7,7  |            | 100%            |                           | 1 nominalizare           |                          |                          |          |
| La caduta degli dei     | Luchino Visconti     | 14 octombrie 1969                  | Dirk Bogarde, Ingrid Thulin, Helmut Griem, Helmut Berger              | 7,6  |            | 91%             | 1 nominalizare            | 1 nominalizare           |                          |                          |          |
| Lawrence of Arabia      | David Lean           | 10 decembrie 1962                  | Peter O'Toole, Alec Guinness, Anthony Quinn, Omar Sharif              | 8,4  | 100        | 99%             | 7 premii, 3 nominalizări  | 5 premii, 4 nominalizări | 4 premii, 1 nominalizare |                          |          |
| The Children's Hour     | William Wyler        | 19 decembrie 1961                  | Audrey Hepburn, Shirley MacLaine, James Garner                        | 7,8  |            | 86%             | 5 nominalizări            | 3 nominalizări           |                          |                          |          |
| Suddenly, Last Summer   | Joseph L. Mankiewicz | 22 decembrie 1959                  | Elizabeth Taylor, Katharine Hepburn, Montgomery Clift                 | 7,7  |            | 69%             | 3 nominalizări            | 1 premiu, 1 nominalizare |                          |                          |          |
| Ben-Hur                 | William Wyler        | 18 noiembrie 1959                  | Charlton Heston, Jack Hawkins, Haya Harareet, Stephen Boyd            | 8,1  |            | 88%             | 11 premii, 1 nominalizare | 4 premii, 1 nominalizare | 1 premiu                 |                          |          |
| Some Like It Hot        | Billy Wilder         | 29 martie 1959                     | Marilyn Monroe, Tony Curtis, Jack Lemmon                              | 8,3  |            | 96%             | 1 premiu, 5 nominalizări  | 3 premii                 | 1 premiu, 1 nominalizare |                          |          |
| Rebel Without a Cause   | Nicholas Ray         | 27 octombrie 1955                  | James Dean, Natalie Wood, Sal Mineo                                   | 7,8  |            | 96%             | 3 nominalizări            | 1 premiu                 | 2 nominalizări           |                          |          |
| Glen or Glenda          | Ed Wood              | aprilie 1953                       | Ed Wood, Bela Lugosi                                                  | 4,2  |            | 35%             |                           |                          |                          |                          |          |
| Strangers on a Train    | Alfred Hitchcock     | 30 iunie 1951                      | Farley Granger, Robert Walker, Ruth Roman                             | 8,1  |            | 98%             | 1 nominalizare            |                          |                          |                          |          |
| Queen Christina         | Rouben Mamoulian     | 26 decembrie 1933                  | Greta Garbo, John Gilbert                                             | 7,8  |            | 89%             |                           |                          |                          |                          |          |
| Morocco                 | Josef von Sternberg  | 14 noiembrie 1930                  | Gary Cooper, Marlene Dietrich                                         | 7,3  |            | 100%            | 4 nominalizări            |                          |                          |                          |          |

## Filme TV
| Titlu                          | Regizor            | Data difuzării     | Difuzat de | Actori                                                              | Note | Note            | Premii                   | Premii                    | Premii         | LGBT (1) |
| Titlu                          | Regizor            | Data difuzării     | Difuzat de | Actori                                                              | IMDb | Rotten Tomatoes | Globul de Aur            | Emmy                      | BAFTA          | LGBT (1) |
| ------------------------------ | ------------------ | ------------------ | ---------- | ------------------------------------------------------------------- | ---- | --------------- | ------------------------ | ------------------------- | -------------- | -------- |
| Bessie                         | Dee Rees           | 16 mai 2015        | HBO        | Queen Latifah, Michael K. Williams, Khandi Alexander, Mo'Nique      | 6,6  | 88%             | 1 nominalizare           | 4 premii, 8 nominalizări  |                |          |
| The Normal Heart               | Ryan Murphy        | 25 mai 2014        | HBO        | Mark Ruffalo, Matt Bomer, Taylor Kitsch, Jim Parsons, Julia Roberts | 8,0  | 94%             | 1 premiu, 2 nominalizări | 2 premii, 14 nominalizări |                |          |
| Jongens                        | Mischa Kamp        | 9 februarie 2014   | NTR        | Gijs Blom, Ko Zandvliet, Jonas Smulders                             | 7,6  |                 |                          |                           |                | P.g.     |
| Behind the Candelabra          | Steven Soderbergh  | 26 mai 2013        | HBO        | Michael Douglas, Matt Damon                                         | 7,0  | 95%             | 2 premii, 2 nominalizări | 11 premii, 4 nominalizări | 5 nominalizări | P.g.     |
| Christopher and His Kind       | Geoffrey Sax       | 19 March 2011      | BBC        | Matt Smith, Imogen Poots, Lindsay Duncan                            | 7,1  |                 |                          |                           |                | P.g.H.   |
| Prayers for Bobby              | Russell Mulcahy    | 24 ianuarie 2009   | Lifetime   | Sigourney Weaver, Ryan Kelley                                       | 8,1  |                 | 1 nominalizare           | 2 nominalizări            |                | P.g.     |
| Kenneth Williams: Fantabulosa! | Andy De Emmony     | 13 martie 2006     | BBC Four   | Michael Sheen, Cheryl Campbell, Peter Wight                         | 7,4  |                 |                          |                           | 2 nominalizări | P.g      |
| Un amour à taire               | Christian Faure    | 7 martie 2005      | France 2   | Jérémie Renier, Louise Monot, Bruno Todeschini                      | 8,2  |                 |                          |                           |                | P.g.     |
| Soldier's Girl                 | Frank Pierson      | 31 mai 2003        | Showtime   | Troy Garity, Lee Pace                                               | 8,0  | 83%             | 3 nominalizări           | 2 nominalizări            |                |          |
| The Laramie Project            | Moisés Kaufman     | 9 martie 2002      | HBO        | Christina Ricci, Steve Buscemi                                      | 7,3  | 92%             |                          | 4 nominalizări            |                | H.       |
| Juste une question d'amour     | Christian Faure    | 26 ianuarie 2000   | France 2   | Cyrille Thouvenin, Stéphan Guérin-Tillié, Eva Darlan                | 7,9  |                 |                          |                           |                | P.g.     |
| Gia                            | Michael Cristofer  | 31 ianuarie 1998   | HBO        | Angelina Jolie                                                      | 7,0  | 92%             | 2 premii, 1 nominalizare | 1 premiu, 5 nominalizări  |                |          |
| And the Band Played On         | Roger Spottiswoode | 11 septembrie 1993 | HBO        | Matthew Modine, Alan Alda, Ian McKellen, Lily Tomlin, Richard Gere  | 7,8  | 100%            | 2 nominalizări           | 3 premii, 11 nominalizări |                |          |

## Seriale
| Serial                      | Creat de                                         | Data difuzării                       | Difuzat de                                      | Număr de episoade | Actori | Note | Note            | Premii                    | Premii                      | Premii                    | LGBT (1) |
| Serial                      | Creat de                                         | Data difuzării                       | Difuzat de                                      | Număr de episoade | Actori | IMDb | Rotten Tomatoes | Globul de Aur             | Emmy                        | BAFTA                     | LGBT (1) |
| --------------------------- | ------------------------------------------------ | ------------------------------------ | ----------------------------------------------- | ----------------- | --- | ---- | --------------- | ------------------------- | --------------------------- | ------------------------- | -------- |
| Valea Mută                  | Marian Crișan                                    | 23 octombrie 2016–prezent            | HBO                                             | 4                 | Rodica Lazăr, Vlad Bălan, Theodor Șoptelea                                                                                      | 6,8  |                 |                           |                             |                           |          |
| Scream Queens               | Ian Brennan, Brad Falchuk, Ryan Murphy           | 22 septembrie 2015–prezent           | Fox                                             | 13                | Emma Roberts, Skyler Samuels, Lea Michele                                                                                       | 7,2  | 59%             | 1 nominalizare            |                             |                           |          |
| Mr. Robot                   | Sam Esmail                                       | 24 iunie 2015–prezent                | USA Network                                     | 10                | Rami Malek, Carly Chaikin, Portia Doubleday, Martin Wallström, Christian Slater                                                 | 8,8  | 96%             | 2 premii, 1 nominalizare  |                             |                           |          |
| Sense8                      | The Wachowskis, J. Michael Straczynski           | 5 iunie 2015–prezent                 | Netflix                                         | 12                | Aml Ameen, Bae Doona, Jamie Clayton, Tina Desai                                                                                 | 8,4  | 67%             |                           |                             |                           |          |
| Kingdom                     | Byron Balasco                                    | 8 octombrie 2014–prezent             | Audience Network                                | 20                | Frank Grillo, Kiele Sanchez, Matt Lauria, Jonathan Tucker, Nick Jonas, Joanna Going                                             | 8,4  | 79%             |                           |                             |                           |          |
| How to Get Away with Murder | Peter Nowalk                                     | 25 septembrie 2014–prezent           | ABC                                             | 30                | Viola Davis, Billy Brown, Alfred Enoch, Jack Falahee                                                                            | 8,3  | 93%             | 2 nominalizări            | 1 premiu, 1 nominalizare    |                           |          |
| Faking It                   | Dana Min Goodman, Julia Wolov                    | 22 aprilie 2014–prezent              | MTV                                             | 32                | Rita Volk, Katie Stevens, Gregg Sulkin, Bailey De Young, Michael J. Willett                                                     | 7,7  | 71%             |                           |                             |                           |          |
| The 100                     | Jason Rothenberg                                 | 19 martie 2014–prezent               | The CW                                          | 41                | Eliza Taylor, Paige Turco, Thomas McDonell, Eli Goree, Bob Morley                                                               | 7,9  | 90%             |                           | 1 nominalizare              |                           |          |
| Transparent                 | Jill Soloway                                     | 6 februarie 2014–prezent             | Amazon Video                                    | 20                | Jeffrey Tambor, Gaby Hoffmann, Jay Duplass, Amy Landecker, Judith Light                                                         | 8,0  | 97%             | 2 premii, 3 nominalizări  | 5 premii, 6 nominalizări    | 1 nominalizare            |          |
| Black Sails                 | Jonathan E. Steinberg, Robert Levine             | 25 ianuarie 2014–prezent             | Starz                                           | 28                | Toby Stephens, Luke Arnold, Zach McGowan, Hannah New, Jessica Parker Kennedy                                                    | 8,2  | 82%             |                           | 2 premii, 4 nominalizări    |                           |          |
| The Originals               | Julie Plec                                       | 3 octombrie 2013–prezent             | The CW                                          | 62                | Joseph Morgan, Daniel Gillies, Claire Holt, Phoebe Tonkin                                                                       | 8,4  | 90%             |                           | 1 nominalizare              |                           |          |
| Orange Is the New Black     | Jenji Kohan                                      | 11 iulie 2013–prezent                | Netflix                                         | 39                | Taylor Schilling, Laura Prepon, Kate Mulgrew                                                                                    | 8,3  | 95%             | 6 nominalizări            | 4 premii, 12 nominalizări   | 1 nominalizare            |          |
| The Fosters                 | Peter Paige, Bradley Bredeweg                    | 3 iunie 2013–prezent                 | ABC Family (2013–2015), Freeform (2016–prezent) | 62                | Teri Polo, Sherri Saum, Jake T. Austin, Noah Centineo                                                                           | 8,0  | 92%             |                           |                             |                           |          |
| The Fall                    | Allan Cubitt                                     | 13 mai 2013–prezent                  | BBC Two (Marea Britanie), RTÉ One (Irlanda)     | 11                | Gillian Anderson, Jamie Dornan, John Lynch, Archie Panjabi                                                                      | 8,3  | 100%            |                           |                             | 2 nominalizări            |          |
| Orphan Black                | Graeme Manson, John Fawcett                      | 30 martie 2013–prezent               | Space (Canada), BBC America (Statele Unite)     | 32                | Tatiana Maslany, Dylan Bruce, Jordan Gavaris                                                                                    | 8,4  | 93%             | 1 nominalizare            | 1 nominalizare              |                           |          |
| House of Cards              | Beau Willimon                                    | 1 februarie 2013–prezent             | Netflix                                         | 52                | Kevin Spacey, Robin Wright, Kate Mara, Corey Stoll, Michael Kelly                                                               | 9,0  | 84%             | 2 premii, 6 nominalizări  | 6 premii, 27 nominalizări   | 1 nominalizare            |          |
| Arrow                       | Greg Berlanti, Marc Guggenheim, Andrew Kreisberg | 10 octombrie 2012–prezent            | The CW                                          | 87                | Stephen Amell, Katie Cassidy, David Ramsey, Colton Haynes                                                                       | 8,0  | 96%             |                           |                             |                           |          |
| Scandal                     | Shonda Rhimes                                    | 5 aprilie 2012–prezent               | ABC                                             | 87                | Kerry Washington, Henry Ian Cusick, Columbus Short, Darby Stanchfield, Guillermo Díaz, Jeff Perry, Scott Foley, Portia de Rossi | 7,9  | 94%             | 1 nominalizare            | 2 premii, 4 nominalizări    |                           |          |
| American Horror Story       | Ryan Murphy, Brad Falchuk                        | 5 octombrie 2011–prezent             | FX                                              | 63                | Evan Peters, Sarah Paulson, Jessica Lange, Kathy Bates, Emma Roberts, Lady Gaga                                                 | 8,3  | 73%             | 2 premii, 7 nominalizări  | 13 premii, 56 nominalizări  |                           |          |
| Teen Wolf                   | Jeff Davis                                       | 5 iunie 2011–prezent                 | MTV                                             | 71                | Tyler Posey, Dylan O'Brien, Tyler Hoechlin                                                                                      | 7,8  | 79%             |                           |                             |                           |          |
| Game of Thrones             | David Benioff, D. B. Weiss                       | 17 aprilie 2011–prezent              | HBO                                             | 50                | Peter Dinklage, Lena Headey, Emilia Clarke, Kit Harington                                                                       | 9,5  | 98%             | 1 premiu, 3 nominalizări  | 26 premii, 58 nominalizări  | 1 premiu, 2 nominalizări  |          |
| Mildred Pierce              | Todd Haynes                                      | 27 martie–10 aprilie 2011            | HBO                                             | 5                 | Kate Winslet, Guy Pearce, Evan Rachel Wood, Melissa Leo                                                                         | 7,7  | 50%             | 1 premiu, 3 nominalizări  | 5 premii, 16 nominalizări   |                           |          |
| Shameless                   | Paul Abbott, John Wells                          | 9 ianuarie 2011–prezent              | Showtime                                        | 60                | Emmy Rossum, William H. Macy, Ethan Cutkosky                                                                                    | 8,7  | 91%             | 1 nominalizare            | 1 premiu, 7 nominalizări    |                           | S.g.     |
| The Walking Dead            | Frank Darabont                                   | 31 octombrie 2010–prezent            | AMC                                             | 83                | Andrew Lincoln, Jon Bernthal, Sarah Wayne Callies, Laurie Holden                                                                | 8,6  | 90%             | 1 nominalizare            | 2 premii, 11 nominalizări   |                           |          |
| Downton Abbey               | Julian Fellowes                                  | 26 septembrie 2010–25 decembrie 2015 | ITV (Marea Britanie), PBS (Statele Unite)       | 52                | Hugh Bonneville, Laura Carmichael, Jim Carter                                                                                   | 8,7  | 84%             | 3 premii, 8 nominalizări  | 12 premii, 47 nominalizări  | 2 premii, 11 nominalizări |          |
| Pretty Little Liars         | I. Marlene King                                  | 8 iunie 2010–prezent                 | ABC Family (2010–2015), Freeform (2016–prezent) | 140               | Troian Bellisario, Ashley Benson, Holly Marie Combs, Lucy Hale                                                                  | 7,8  | 81%             |                           |                             |                           |          |
| Modern Family               | Steven Levitan, Christopher Lloyd                | 23 septembrie 2009–prezent           | ABC                                             | 154               | Ed O'Neill, Sofía Vergara, Julie Bowen                                                                                          | 8,6  | 89%             | 1 premiu, 11 nominalizări | 22 premii, 51 nominalizări  | 1 nominalizare            | P.g.     |
| Glee                        | Ian Brennan, Brad Falchuk, Ryan Murphy           | 19 mai 2009–20 martie 2015           | Fox                                             | 121               | Chris Colfer, Jane Lynch, Kevin McHale, Lea Michele, Matthew Morrison                                                           | 6,7  | 68%             | 4 premii, 6 nominalizări  | 6 premii, 35 nominalizări   | 2 nominalizări            | P.g.     |
| True Blood                  | Alan Ball                                        | 7 septembrie 2008–24 august 2014     | HBO                                             | 80                | Anna Paquin, Stephen Moyer, Sam Trammell, Ryan Kwanten                                                                          | 8,0  | 70%             | 1 premiu, 3 nominalizări  | 1 premiu, 15 nominalizări   | 1 nominalizare            |          |
| Mad Men                     | Matthew Weiner                                   | 19 iulie 2007–17 mai 2015            | AMC                                             | 92                | Jon Hamm, Elisabeth Moss, Vincent Kartheiser, Christina Hendricks                                                               | 8,7  | 94%             | 5 premii, 8 nominalizări  | 16 premii, 100 nominalizări | 2 premii, 1 nominalizare  |          |
| Brothers & Sisters          | Jon Robin Baitz                                  | 24 septembrie 2006–8 mai 2011        | ABC                                             | 109               | Sally Field, Calista Flockhart, Balthazar Getty, Rachel Griffiths                                                               | 7,3  | 80%             | 4 nominalizări            | 1 premiu, 7 nominalizări    |                           |          |
| Grey's Anatomy              | Shonda Rhimes                                    | 27 martie 2005–prezent               | ABC                                             | 253               | Ellen Pompeo, Patrick Dempsey, Sandra Oh, Katherine Heigl                                                                       | 7,7  | 74%             | 2 premii, 7 nominalizări  | 4 premii, 35 nominalizări   |                           |          |
| Doctor Who                  | Sydney Newman, C. E. Webber, Donald Wilson       | 26 martie 2005–prezent               | BBC One                                         | 122               | David Tennant, Matt Smith, Jenna Coleman, Billie Piper, Karen Gillan, Peter Capaldi                                             | 8,8  | 89%             |                           |                             | 4 premii, 13 nominalizări |          |
| The L Word                  | Michele Abbott, Ilene Chaiken, Kathy Greenberg   | 18 ianuarie 2004–8 martie 2009       | Showtime                                        | 70                | Jennifer Beals, Leisha Hailey, Laurel Holloman                                                                                  | 7,6  | 76%             |                           | 1 nominalizare              |                           |          |
| Angels in America           | Mike Nichols                                     | 7–14 decembrie 2003                  | HBO                                             | 6                 | Al Pacino, Meryl Streep, Emma Thompson, Mary-Louise Parker                                                                      | 8,3  | 90%             | 5 premii, 2 nominalizări  | 11 premii, 10 nominalizări  |                           |          |
| Two and a Half Men          | Chuck Lorre, Lee Aronsohn                        | 22 septembrie 2003–19 februarie 2015 | CBS                                             | 262               | Jon Cryer, Ashton Kutcher, Angus T. Jones, Charlie Sheen                                                                        | 7,1  | 67%             | 2 nominalizări            | 9 premii, 38 nominalizări   |                           |          |
| The Wire                    | David Simon                                      | 2 iunie 2002–9 martie 2008           | HBO                                             | 60                | Dominic West, Lance Reddick, Sonja Sohn                                                                                         | 9,4  | 96%             |                           | 2 nominalizări              | 1 nominalizare            |          |
| Six Feet Under              | Alan Ball                                        | 3 iunie 2001–21 august 2005          | HBO                                             | 63                | Peter Krause, Michael C. Hall, Frances Conroy, Lauren Ambrose, Rachel Griffiths                                                 | 8,8  |                 | 3 premii, 5 nominalizări  | 9 premii, 44 nominalizări   |                           | P.g.     |
| Queer as Folk               | Ron Cowen, Daniel Lipman                         | 3 decembrie 2000–7 august 2005       | Showtime                                        | 83                | Gale Harold, Hal Sparks, Randy Harrison                                                                                         | 8,3  | 70%             |                           |                             |                           | H.       |
| Will & Grace                | David Kohan, Max Mutchnick                       | 21 septembrie 1998–18 mai 2006       | NBC                                             | 194               | Eric McCormack, Debra Messing, Megan Mullally, Sean Hayes                                                                       | 7,2  | 87%             | 27 nominalizări           | 16 premii, 68 nominalizări  |                           |          |
| Sex and the City            | Darren Star                                      | 6 iunie 1998–22 februarie 2004       | HBO                                             | 94                | Sarah Jessica Parker, Kim Cattrall, Kristin Davis, Cynthia Nixon                                                                | 6,9  |                 | 8 premii, 16 nominalizări | 7 premii, 48 nominalizări   |                           |          |
| Oz                          | Tom Fontana                                      | 12 iulie 1997–23 februarie 2003      | HBO                                             | 56                | Ernie Hudson, J. K. Simmons, Lee Tergesen                                                                                       | 8,8  |                 |                           | 2 nominalizări              |                           |          |